# Jeff Branson
Jeff Branson, właśc. Jeffrey Dale Branson (ur. 10 marca 1977 w Brooklynie) – amerykański aktor. Odtwórca roli Shayne’a Lewisa w operze mydlanej CBS Guiding Light (2008–2009), za którą w 2009 otrzymał Nagrodę Emmy dla wybitnego aktora drugoplanowego w serialu dramatycznym.

## Życiorys
Urodził się i dorastał w Saint Louis w Missouri. W 1995 przeniósł się do Nowego Jorku, gdzie przez dwa lata uczęszczał do konserwatorium aktorskiego, gdzie studiował przez dwa lata. Po ukończeniu studiów występował w objazdowej produkcji Romeo i Julia. Dorabiał jako barman i model. Grał w przedstawieniach off-broadwayowskich.
Debiutował na ekranie w roli przyjaciela Waltera (Christian Bale) w dramacie sensacyjnym Johna Singletona Shaft (2000). Od 15 czerwca 2004 do 18 grudnia 2007 występował w roli Jonathana Lavery’ego w operze mydlanej ABC Wszystkie moje dzieci, za którą zdobył nominację do Nagrody Emmy dla wybitnego aktora drugoplanowego w serialu dramatycznym. Od 22 czerwca 2010 do 28 listopada 2012 grał postać tajnego agenta FBI, którego misją jest złapanie skorumpowanych policjantów w Genoi City zaangażowanych w szajkę narkotykową, Ronana Malloya, dawno zaginionego syna Niny Webster (Tricia Cast), który został skradziony jako dziecko i oddany do adopcji, w operze mydlanej CBS Żar młodości, za którą w 2012 został uhonorowany nagrodą Dankies dla wybitnego aktora drugoplanowego i w 2013 był nominowany do Nagrody Emmy dla wybitnego aktora drugoplanowego w serialu dramatycznym.
6 września 2015 zawarł związek małżeński z Jaimie Foley. Mają syna Van Jamesa.

## Filmografia

### Filmy
- 2000: Shaft jako przyjaciel Waltera
- 2002: Wilki z Wall Street jako Tyler
- 2006: W pogoni za sławą jako gwiazdor opery mydlanej
- 2010: Bez litości jako Johnny Stillman

### Seriale
- 2000: Prawo i porządek: sekcja specjalna jako Chris Lyons
- 2004: Guiding Light jako młody Alan Spaulding
- 2004–2007: Wszystkie moje dzieci jako	Jonathan Lavery
- 2008: Bez śladu jako Mark
- 2008–2009: Guiding Light jako Shayne Lewis
- 2010–2012: Żar młodości jako Ronan Malloy
- 2011: CSI: Kryminalne zagadki Miami jako Dennis Baldwin
- 2013: CSI: Kryminalne zagadki Las Vegas jako pan Davari
- 2013: Agenci NCIS: Los Angeles jako agent Jenkins
- 2013: CSI: Kryminalne zagadki Nowego Jorku jako Andy Stein
- 2014: Agenci NCIS jako komandor Chad Hendricks
- 2014: Pułapki umysłu jako Scott Kemp
- 2014: Mentalista jako Walker Pond
- 2015: Nie z tego świata jako Jacob Styne
- 2016: Supergirl jako Carl Draper / mistrz więzienny
- 2017: Grimm jako Paul Maler
- 2017: Ten Days in the Valley jako Dominic
- 2017: Mroczne zagadki Los Angeles jako Alan Redmond
- 2022: 9-1-1: Teksas jako Rod